# Pièce de 5 cents Jefferson

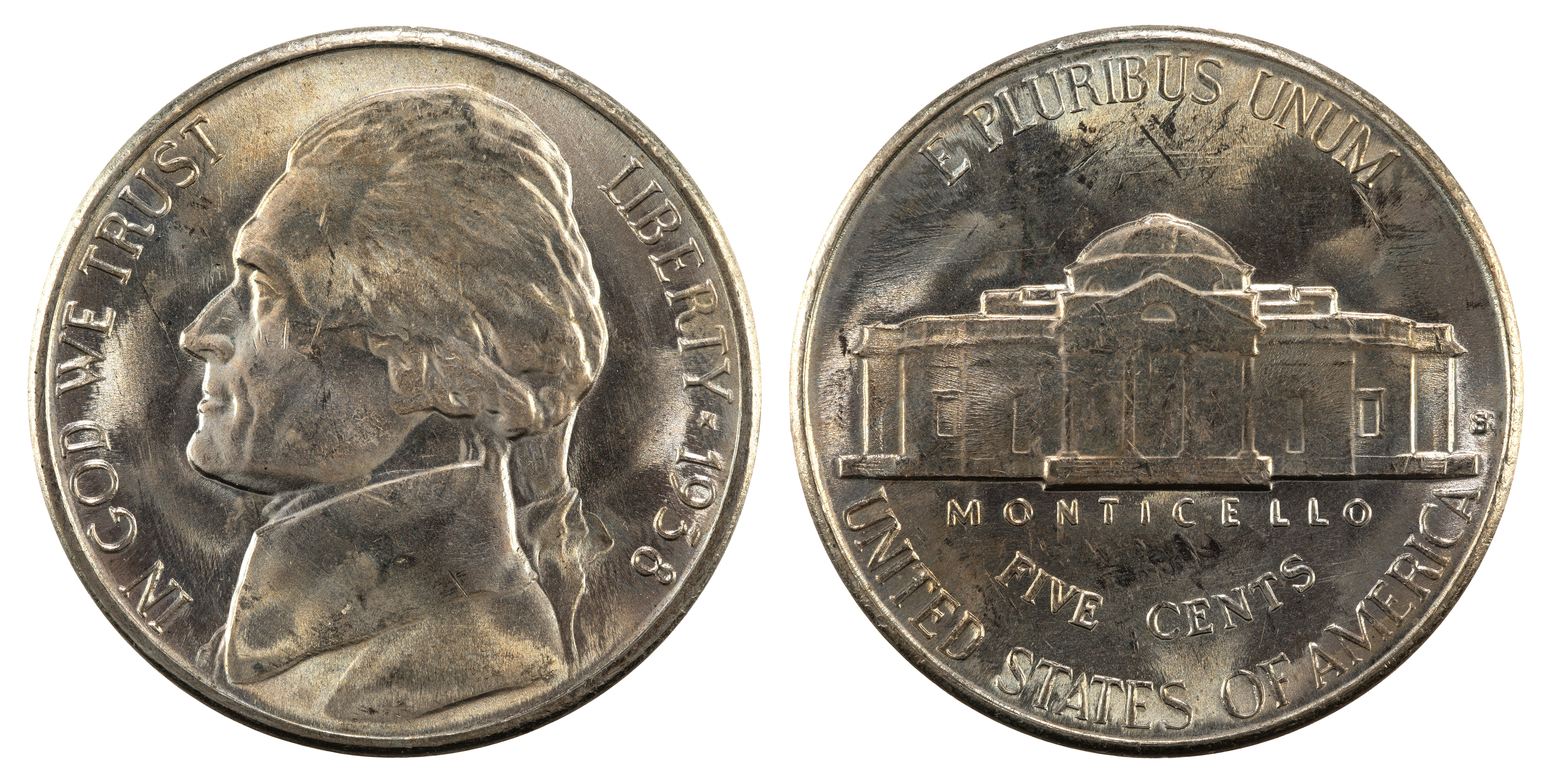
Jefferson nickel, 1938, avers/revers.

Le Jefferson nickel est une pièce de monnaie américaine courante d'une valeur de 5 cents de dollar américain (5⁄100). Elle est surnommée nickel car initialement composée en partie de nickel.
Ce type de monnaie est produit par l'United States Mint depuis 1938 et a remplacé le type Buffalo nickel.
L'avers représente un portrait du président américain Thomas Jefferson, et le revers, le domaine de Monticello, la demeure du président, deux motifs dessinés par Felix Schlag (initiales FS).
En 2004 et 2005, la pièce a porté des dessins commémoratifs spécifiques.
En 2006, l'avers est modifié, présentant désormais un portrait de face du président Thomas Jefferson, motif dessiné par Jamie Franki et Donna Weaver (initiales JF et DW). Le revers reste inchangé.

## Composition métallique
- 1938-1941 : cupronickel, poids = 5 g
- 1942-1945 : billon (argent à 350 millièmes), poids = 5 g
- depuis 1946 : cupronickel, poids = 5 g